# 王伟良
王伟良（英語：Wang Weiliang，1987年10月11日—）是新加坡男歌手，演员及主持人。2009年以歌台歌手出道，2012年参与梁智强导演执导的新加坡电影《新兵正传》。

## 演艺经历

### 2009年：出道
成为歌台歌手。

### 2011年
担任歌台主持人。

### 2012年
参演电影《新兵正传》饰演“罗邦”，一名服役的新兵。

### 2013年
参演电影《新兵正传2》饰演“罗邦”。

### 2014年
参演电影《狮神决战》、《狮神决战之终极一战》饰演“米奇”。客串演出电视剧《球在你脚下》饰演“阿良”。参与舞台剧《新兵正传音乐剧》演出饰演“罗邦”。

### 2015年
参演电影《新兵正传3》饰演“罗邦”。参与主持新传媒8频道节目《歌台星力量》。参与主持星和电视节目《Ah Boys换游记》。

### 2016年
客串演出电影《我们的故事》饰演“罗邦”。参与主持新传媒8频道节目《越夜越好玩》。

### 2017年
主演电影《天公仔》饰演“林羽”。参与主持新传媒8频道节目《我们去相亲》。

### 2020年
参与新传媒8频道节目《那一段听歌的日子》、《欢喜大世界》担任特别嘉宾。

## 音乐作品
| 年分 | 专辑名称                             | 曲名                     | 作词                 | 作曲         | 演唱 | 备注           |
| 2014 | 不適用                               | 牵着我                   | 梁志强/IsukuTa文汉   | IsukuTa文汉  | 王伟良 | 狮神决战 插曲  |
| 2015 | 新传媒农历新年《群星贺岁金羊添吉祥》 | 乙未羊新年颂祝福         | 不適用               | 不適用       | 梁智强、张智扬、王伟良、Bunz、Charlie、赖宇涵、林俊良                                                        | 合辑           |
| 2016 | 不適用                               | 最后警告（Last Warning） | -                    | -            | 王伟良、张智扬、释哥（Shigga Shay）、乐尼（Lineath Rajendran）、查尔斯（Charles Enero）、法卡（Fakkah Fuzz） | 新加坡嘻哈音乐 |
| 2019 | 不適用                               | 错过                     | 王伟良/杰登（Zadon） | 杰登（Zadon) | 王伟良 | 单曲           |

## 影视作品

### 电影
| 年分 | 电影名              | 角色                            |
| 2012 | 新兵正传            | 罗邦 Bang "Lobang" Lee Onn      |
| 2013 | 新兵正传II          | 罗邦 Bang "Lobang" Lee Onn      |
| 2014 | 狮神决战            | 米奇 Mikey                      |
| 2014 | 狮神决战之终极一战  | 米奇 Mikey                      |
| 2015 | 新兵正传III：蛙人传 | 罗邦(aka Lobang)                |
| 2016 | 我们的故事          | 罗邦 Bang "Lobang" Lee Onn 客串 |
| 2017 | 天公仔              | 林羽                            |
| 2017 | 新兵正传 IV         | 罗邦 Bang "Lobang" Lee Onn      |

### 电视剧
| 年分 | 剧名       | 角色          | 频道        |
| 2014 | 球在你脚下 | 阿良 （客串） | 新传媒8频道 |

### 综艺节目
| 年分 | 节目名           | 频道        | 备注     |
| 2015 | 歌台星力量       | 新传媒8频道 | 主持     |
| 2015 | Ah Boys换游记    | 星和电视    | 主持     |
| 2016 | 越夜越好玩       | 新传媒8频道 | 主持     |
| 2017 | 我们去相亲       | 新传媒8频道 | 主持     |
| 2020 | 那一段听歌的日子 | 新传媒8频道 | 特别嘉宾 |
| 2020 | 欢喜大世界       | 新传媒8频道 | 特别嘉宾 |

### 舞台剧
| 年分 | 剧名           | 角色 |
| 2015 | 新兵正传音乐剧 | 罗邦 |

## 荣誉奖项
| 年分 | 颁奖礼       | 奖项               | 作品 | 结果 |
| 2018 | 红星大奖2018 | 十大最受欢迎男艺人 | -    | 入围 |